# Roannes-Saint-Mary
Roannes-Saint-Mary är en kommun i departementet Cantal i regionen Auvergne-Rhône-Alpes i mitten av Frankrike. Kommunen ligger  i kantonen Saint-Mamet-la-Salvetat som ligger i arrondissementet Aurillac. År 2022 hade Roannes-Saint-Mary 1 104 invånare.

## Befolkningsutveckling
Antalet invånare i kommunen Roannes-Saint-Mary
Referens:INSEE